# WCT Challenge Cup 1976
Il WCT Challenge Cup 1976 è stato un torneo di tennis giocato sul cemento. È stata la 1ª edizione del WCT Challenge Cup, che fa parte del World Championship Tennis 1976. Il torneo si è giocato a Honolulu negli Stati Uniti, dal 15 febbraio al 23 maggio 1976.

## Campioni

### Singolare maschile
Ilie Năstase ha battuto in finale  Arthur Ashe con il punteggio di 6–3, 1–6, 6–7, 6–3, 6–1